# Hiệp định hòa bình Israel–Các Tiểu vương quốc Ả Rập Thống nhất

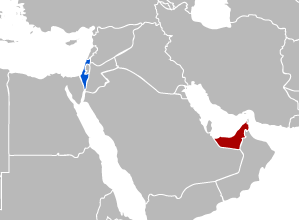
Vị trí của Israel (xanh lam) và UAE (đỏ) ở Trung Đông

Hiệp định hòa bình giữa Israel và Các Tiểu vương quốc Ả Rập Thống nhất hay Hiệp ước Abraham là thỏa thuận giữa Israel và Các Tiểu vương quốc Ả Rập Thống nhất (UAE) diễn ra vào ngày 13 tháng 8 năm 2020. Nếu thỏa thuận được ký kết chính thức, UAE sẽ là nước thứ ba của Thế giới Ả Rập, sau Ai Cập năm 1979 và Jordan năm 1994 chính thức bình thường hóa mối quan hệ với Israel, cũng như quốc gia vùng Vịnh Ba Tư đầu tiên làm như vậy. Đồng thời, Israel đồng ý đình chỉ kế hoạch sáp nhập Bờ Tây.

## Bối cảnh lịch sử
Ngay từ năm 1971, năm mà UAE trở thành một quốc gia độc lập, tổng thống đầu tiên Sheikh Zayed bin Sultan Al Nahyan đã gọi Israel là "kẻ thù". Vào tháng 11 năm 2015, Israel thông báo rằng họ sẽ mở văn phòng ngoại giao tại UAE, đây là lần đầu tiên trong hơn một thập kỷ Israel hiện diện chính thức tại Vịnh Ba Tư. Vào tháng 8 năm 2019, ngoại trưởng Israel đã tuyên bố công khai về hợp tác quân sự với UAE trong bối cảnh căng thẳng gia tăng với Iran.
Trong những tháng trước khi đạt được thỏa thuận, Israel đã làm việc bí mật với UAE để chống lại đại dịch COVID-19. Truyền thông châu Âu đưa tin rằng Mossad đã kín đáo nhận thiết bị y tế từ các quốc gia vùng Vịnh. Thủ tướng Israel Benjamin Netanyahu đã thông báo vào cuối tháng 6 năm 2020 hai nước đang hợp tác để chống lại virus corona và lãnh đạo Mossad cùng Yossi Cohen đã nhiều lần viếng thăm UAE. Tuy nhiên, UAE đã hạ thấp điều này vài giờ sau đó khi cho biết rằng đó chỉ là một thỏa thuận giữa các công ty tư nhân chứ không phải ở cấp nhà nước.
Động thái này diễn ra sau khi chính quyền Trump chấm dứt thỏa thuận hạt nhân Iran và gia tăng sự lo ngại của Israel về việc phát triển chương trình hạt nhân của Iran, điều mà Tehran phủ nhận. Hiện tại, Iran ủng hộ các phe phái khác nhau trong các cuộc chiến ủy nhiệm từ Syria đến Yemen, những nơi UAE đã hỗ trợ liên minh do Ả Rập Xê Út dẫn đầu chống lại các lực lượng liên kết với Iran đang chiến đấu ở đó. Trong những năm gần đây, quan hệ không chính thức của các nước ấm lên đáng kể và họ tham gia vào hợp tác không chính thức sâu rộng, điều này dựa trên sự đồng thuận phản đối chương trình hạt nhân và ảnh hưởng trong khu vực của Iran.
Thỏa thuận còn được chính thức gọi là "Hiệp ước Abraham" để tôn vinh Abraham, vị tổ phụ của ba tôn giáo Abraham lớn trên thế giới - Do Thái giáo, Hồi giáo và Cơ đốc giáo.

## Thỏa thuận

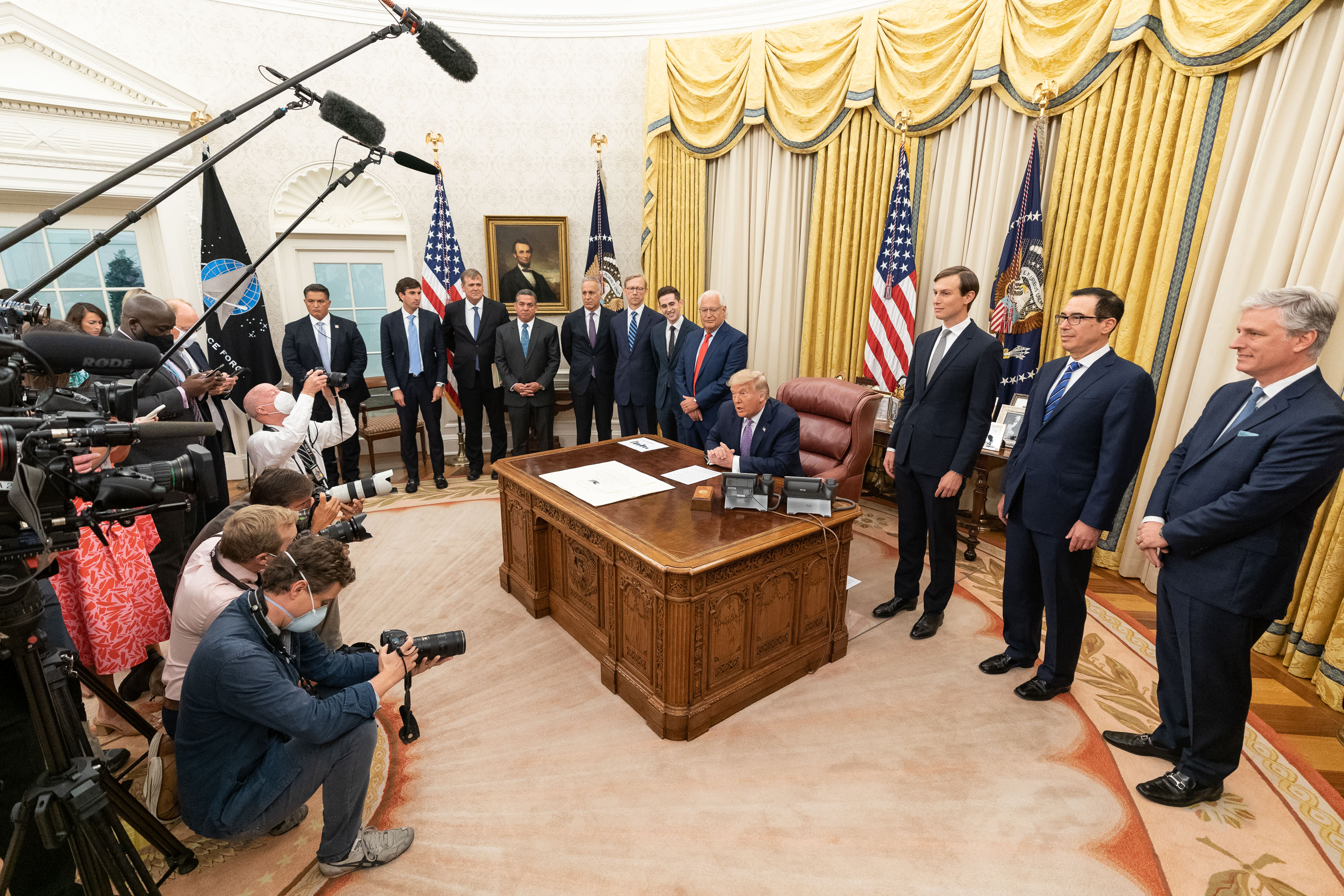
Tổng thống Hoa Kỳ Donald Trump thông báo với giới truyền thông về thỏa thuận từ Phòng Bầu dục tại Nhà Trắng, ngày 13 tháng 8 năm 2020

Vào ngày 13 tháng 8 năm 2020, Bộ trưởng Bộ Ngoại giao UAE, Anwar Gargash, thông báo về thỏa thuận bình thường hóa quan hệ của UAE với Israel, nói rằng đất nước của ông muốn đối diện với vấn đề hai-nhà nước, cụ thể là việc sáp nhập lãnh thổ Palestine, đồng thời thúc giục người Palestine và Israel quay trở lại bàn đàm phán. Ông nói rằng ông không nghĩ rằng sẽ có bất kỳ đại sứ quán nào ở Jerusalem cho đến khi có thỏa thuận cuối cùng giữa người Palestine và người Israel. Theo Tổng thống Hoa Kỳ Donald Trump và Thủ tướng Israel Benjamin Netanyahu "Israel và Các Tiểu vương quốc Ả Rập Thống nhất sẽ bình thường hóa hoàn toàn quan hệ ngoại giao của họ. Họ sẽ trao đổi các đại sứ quán và đại sứ và bắt đầu hợp tác trên diện rộng và trên nhiều lĩnh vực bao gồm du lịch, giáo dục, chăm sóc sức khỏe, thương mại và an ninh."
Một tuyên bố chung do Trump, Netanyahu và Zayed đưa ra có đoạn: "Bước đột phá ngoại giao lịch sử này sẽ thúc đẩy hòa bình ở khu vực Trung Đông và là minh chứng cho tầm nhìn và ngoại giao táo bạo của ba nhà lãnh đạo cũng như lòng dũng cảm của Các Tiểu vương quốc Ả Rập Thống nhất và Israel để vạch ra một con đường mới sẽ mở ra tiềm năng to lớn trong khu vực." UAE cho biết họ sẽ tiếp tục hỗ trợ người dân Palestine và thỏa thuận này sẽ duy trì triển vọng về một giải pháp hai nhà nước giữa Israel và Palestine. Tuy nhiên, bất chấp thỏa thuận, ông Netanyahu tuyên bố rằng yêu sách chủ quyền của Israel đối với Thung lũng Jordan vẫn nằm trong chương trình nghị sự và chỉ tạm thời đóng băng trong thời gian này.
Zayed đã đăng tweet rằng "UAE và Israel cũng đồng ý hợp tác và thiết lập một lộ trình hướng tới thiết lập mối quan hệ song phương."
Dự kiến, hiệp định hòa bình sẽ được ký kết tại Nhà Trắng vào đầu tháng 9.

## Phản ứng
Yousef Al Otaiba, đại sứ UAE tại Hoa Kỳ, đã ra một tuyên bố coi hiệp định là "một chiến thắng cho ngoại giao và cho khu vực", nói thêm rằng nó "làm giảm căng thẳng và tạo ra động lực mới cho những thay đổi tích cực".
Kelly Craft, Đại sứ Hoa Kỳ tại Liên Hợp Quốc, đã ăn mừng thông báo, gọi đây là "một chiến thắng to lớn" đối với Tổng thống Trump và đối với thế giới, nói rằng các mối quan hệ ngoại giao cho thấy "tất cả chúng ta trên thế giới này đều khao khát hòa bình đến nhường nào," và cách các nước Trung Đông đều hiểu được sự cần thiết phải "đứng vững trước một chế độ là nhà nước bảo trợ số một cho chủ nghĩa khủng bố"— Iran.
Bahrain, quốc gia Ả Rập thuộc vùng Vịnh đầu tiên bình luận công khai về thông báo này, đã chúc mừng lãnh đạo UAE và hoan nghênh thỏa thuận này là "các bước để tăng cường cơ hội cho hòa bình Trung Đông". Chủ tịch Abdel-Fattah el-Sissi của Ai Cập đã hoan nghênh thỏa thuận này, ông ca ngợi những nỗ lực của các bên để "đạt được sự thịnh vượng và ổn định trong khu vực của chúng ta." Oman cũng tuyên bố công khai ủng hộ quyết định bình thường hóa quan hệ với Israel của UAE. Một tuyên bố từ Bộ Ngoại giao nói rằng đó là một thỏa thuận "lịch sử".
Thủ tướng Vương quốc Anh Boris Johnson ca ngợi thỏa thuận như một con đường để đạt được hòa bình ở Trung Đông và cũng ca ngợi việc tạm đình chỉ sáp nhập khu vực ở Bờ Tây. Ngoại trưởng Dominic Raab và Bộ trưởng Ngoại giao Pháp Jean-Yves Le Drian cũng bày tỏ quan điểm tương tự, nói thêm rằng đã đến lúc đối thoại trực tiếp giữa người Israel và Palestine, Bộ trưởng Ngoại giao Pháp nói rằng nó tạo cơ hội để nối lại các cuộc đàm phán.
Thị trưởng thành phố Tel Aviv, Ron Huldai đã chúc mừng Thủ tướng Netanyahu đạt được "thành tựu kép" về hòa bình với UAE và tạm hoãn kế hoạch sáp nhập các phần của Bờ Tây.
Mặt khác, quan chức Hanan Ashrawi của Tổ chức Giải phóng Palestine (PLO) đã chỉ trích thỏa thuận, ông viết trên Twitter rằng "Israel đã được khen thưởng vì không tuyên bố công khai những gì họ đang làm với Palestine một cách bất hợp pháp và dai dẳng kể từ khi bắt đầu chiếm đóng". Fatah cáo buộc UAE "coi thường các nhiệm vụ quốc gia, tôn giáo và nhân đạo" đối với người dân Palestine, trong khi Hamas cho rằng đây là một "nhát dao nguy hiểm vào lưng người dân Palestine". Phát ngôn viên Fawzi Barhoum của Hamas tại Dải Gaza cũng lên án kế hoạch khen thưởng cho Israel, cho rằng thỏa thuận này là "phần thưởng miễn phí cho những tội ác và vi phạm của nước này đối với người dân Palestine."
Chính quyền Palestine đã triệu hồi đại sứ của họ tại Các Tiểu vương quốc Ả Rập Thống nhất. Netanyahu cho biết "không có gì thay đổi" đối với kế hoạch sáp nhập các bộ phận của Bờ Tây nếu nó được Hoa Kỳ chấp thuận, nhưng nói thêm rằng chúng đang bị tạm đình chỉ.
Người đứng đầu các khu định cư Israel Yesha David Elhayani cáo buộc ông Netanyahu "phản bội" một số người ủng hộ trung thành nhất của ông và tuyên bố rằng "ông [Netanyahu] đã lừa dối nửa triệu cư dân trong khu vực và hàng trăm nghìn cử tri." Oded Revivi, thị trưởng của Efrat, một khu định cư của hơn 9.000 cư dân phía nam Jerusalem, ủng hộ Netanyahu đã lập luận rằng "thỏa thuận của Israel hoãn áp dụng luật Israel trong các khu định cư của người Do Thái ở Judea và Samaria là một cái giá hợp lý [phải trả]."
Hãng thông tấn Tasnim của Iran cho rằng thỏa thuận giữa Israel và UAE là "đáng xấu hổ".
António Guterres cũng phản ứng, hoan nghênh thỏa thuận và "bất kỳ sáng kiến nào có thể thúc đẩy hòa bình và an ninh ở khu vực Trung Đông".